# Section Z
Section Z (セクションZ) est un jeu vidéo de type shoot 'em up à défilement horizontal développé et édité par Capcom, sorti en décembre 1985 sur le système d'arcade baptisé du même nom Section Z. Il a ensuite été porté en 1987 sur NES et Famicom Disk System, puis inclus en 2005 sur la compilation Capcom Classics Collection pour PlayStation 2 et Xbox et sur Capcom Classics Collection: Remixed en 2006 pour PlayStation Portable,.

## Portages
- NES (1987)
- Famicom Disk System (1987)
- Capcom Classics Collection (2005) : PlayStation 2, Xbox
- Capcom Classics Collection: Remixed (2006) : PlayStation Portable

## Série
1. Section Z
2. Side Arms: Hyper Dyne : 1986